# St.-Peter-Straße 22 (Mönchengladbach)

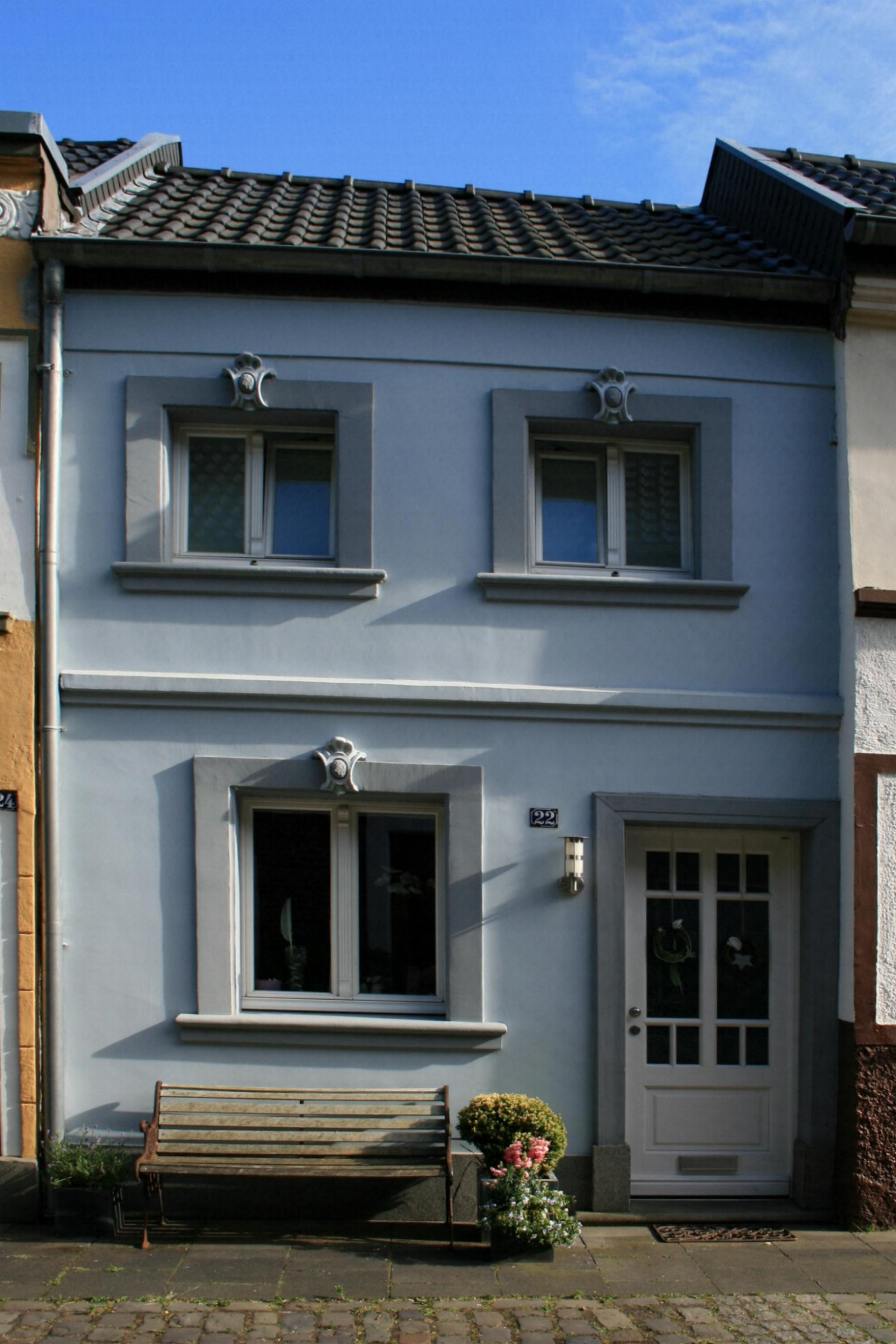
Wohnhaus (2010)

Das Wohnhaus St.-Peter-Straße 22 steht im Stadtteil Rheindahlen in Mönchengladbach (Nordrhein-Westfalen).
Das Gebäude wurde um die Jahrhundertwende erbaut und unter Nr. St 019 am 2. Juni 1987 in die Denkmalliste der Stadt Mönchengladbach eingetragen.

## Lage
Die St.-Peter-Straße liegt im Ortskern von Rheindahlen nahe der Pfarrkirche St. Helena und ist in gemischter Form von Wohnhäusern, ehemaligen Wohn-Stallhäusern und Fachwerkhäusern geprägt. Sie verbindet die Helenastraße mit der Straße „Am Wickrather Tor“.

## Architektur
Es handelt sich um ein traufständiges Wohnhaus in zwei zu zwei Achsen unter einem Satteldach. Das Haus wurde in der zweiten Hälfte des 19. Jahrhunderts erbaut. Das Haus ist eines der in ihrer alten Substanz nahezu unversehrten, dörflich anmutenden Straße und daher unter Schutz gestellt.